# Bolesław (powiat dąbrowski)
Bolesław – wieś w Polsce położona w województwie małopolskim, w powiecie dąbrowskim, w gminie Bolesław.
Nazwa miejscowości wywodzi się od staropolskiego imienia męskiego Bolesław oznaczającego „bardzo sławny”.
| SIMC    | Nazwa            | Rodzaj    |
| ------- | ---------------- | --------- |
| 0813074 | Południowa Ulica | część wsi |
| 0813080 | Wały             | część wsi |
| 0813097 | Zamoście         | część wsi |
| 0813105 | Zapole           | część wsi |

## Historia
Na cmentarzu znajduje się pomnik z głazów, zwieńczony orłem piastowskim wzniesiony na mogiłach 6 żołnierzy Armii „Kraków”, którzy polegli 9 września 1939 r. w walce z Niemcami. Obok został pochowany Ignacy Łazarz, ps. „Lot”, członek ruchu oporu, zastrzelony 3 lipca 1944 r. przez tarnowskie Gestapo.
W latach 1954–1972 wieś należała i była siedzibą władz gromady Bolesław, po reformie gminy Bolesław. W latach 1975–1998 miejscowość należała administracyjnie do województwa tarnowskiego.
W dniu 10 listopada 1863 roku sporządzono w Siennie pow. iłżecki, gmina i parafia Sienno, akt zgonu 17 letniego żołnierza polskiego Andrzeja Przewoźniaka rodem z Bolesława.
Ranny prawdopodobnie w Jaworze Soleckim (opodal Sienna), miejscu ostatniej bitwy i śmierci płk. Dionizego Czachowskiego 6 listopada 1863 r. powstaniec, zmarł 10.11.1863 r.
w lokalnym szpitalu miejskim. Pochowany na cmentarzu parafialnym w Siennie.

## Zabytki
Obiekt wpisany do rejestru zabytków nieruchomych województwa małopolskiego.
- Kościół par. p.w. św. Wojciecha z dzwonnicą arkadową i starodrzewiem;
- drewniana kapliczka z rzeźbą Chrystusa Frasobliwego.